# Distritos da Gâmbia

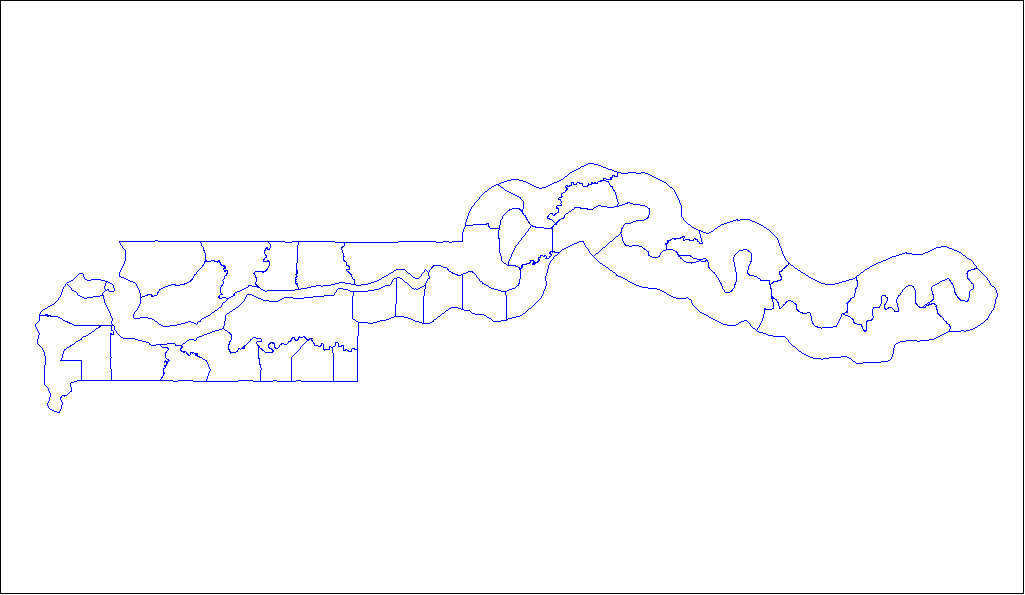
Distritos da Gâmbia.

A Gâmbia está ainda subdividida em 37 distritos.
| distrito               | população (censo 2003) | divisão/cidade | LGA         |
| Kanifing               | 322.410                | Banjul         | Kanifing    |
| Banjul                 | 34.828                 | Banjul         | Banjul      |
| Fulladu West           | 71.669                 | Central River  | Janjanbureh |
| Janjanbureh            | 3.466                  | Central River  | Janjanbureh |
| Niamina Dankunku       | 6.000                  | Central River  | Janjanbureh |
| Niamina East           | 19.034                 | Central River  | Janjanbureh |
| Niamina West           | 6.630                  | Central River  | Janjanbureh |
| Lower Saloum           | 13.524                 | Central River  | Kuntaur     |
| Niani                  | 22.242                 | Central River  | Kuntaur     |
| Nianija                | 8.205                  | Central River  | Kuntaur     |
| Sami                   | 19.157                 | Central River  | Kuntaur     |
| Upper Saloum           | 15.970                 | Central River  | Kuntaur     |
| Jarra Central          | 6.494                  | Lower River    | Mansakonko  |
| Jarra East             | 12.505                 | Lower River    | Mansakonko  |
| Jarra West             | 24.416                 | Lower River    | Mansakonko  |
| Kiang Central          | 7.886                  | Lower River    | Mansakonko  |
| Kiang East             | 6.534                  | Lower River    | Mansakonko  |
| Kiang West             | 14.711                 | Lower River    | Mansakonko  |
| Central Baddibu        | 14.998                 | North Bank     | Kerewan     |
| Jokadu                 | 17.850                 | North Bank     | Kerewan     |
| Lower Baddibu          | 15.157                 | North Bank     | Kerewan     |
| Lower Niumi            | 44.491                 | North Bank     | Kerewan     |
| Upper Baddibu          | 55.370                 | North Bank     | Kerewan     |
| Upper Niumi            | 24.940                 | North Bank     | Kerewan     |
| Fulladu East           | 98.454                 | Upper River    | Basse       |
| Kantora                | 30.402                 | Upper River    | Basse       |
| Sandu                  | 18.321                 | Upper River    | Basse       |
| Wuli                   | 35.856                 | Upper River    | Basse       |
| Foni Bintang-Karenai   | 15.994                 | Western        | Brikama     |
| Foni Bondali           | 6.049                  | Western        | Brikama     |
| Foni Brefet            | 11.411                 | Western        | Brikama     |
| Foni Jarrol            | 5.943                  | Western        | Brikama     |
| Foni Kansala           | 12.247                 | Western        | Brikama     |
| Kombo Central          | 84.315                 | Western        | Brikama     |
| Kombo East             | 28.146                 | Western        | Brikama     |
| Kombo North/Saint Mary | 166.351                | Western        | Brikama     |
| Kombo South            | 62.531                 | Western        | Brikama     |